# Parhecyra costata
Parhecyra costata är en skalbaggsart som först beskrevs av Aurivillius 1908.  Parhecyra costata ingår i släktet Parhecyra och familjen långhorningar. Inga underarter finns listade i Catalogue of Life.